# San Marcuola

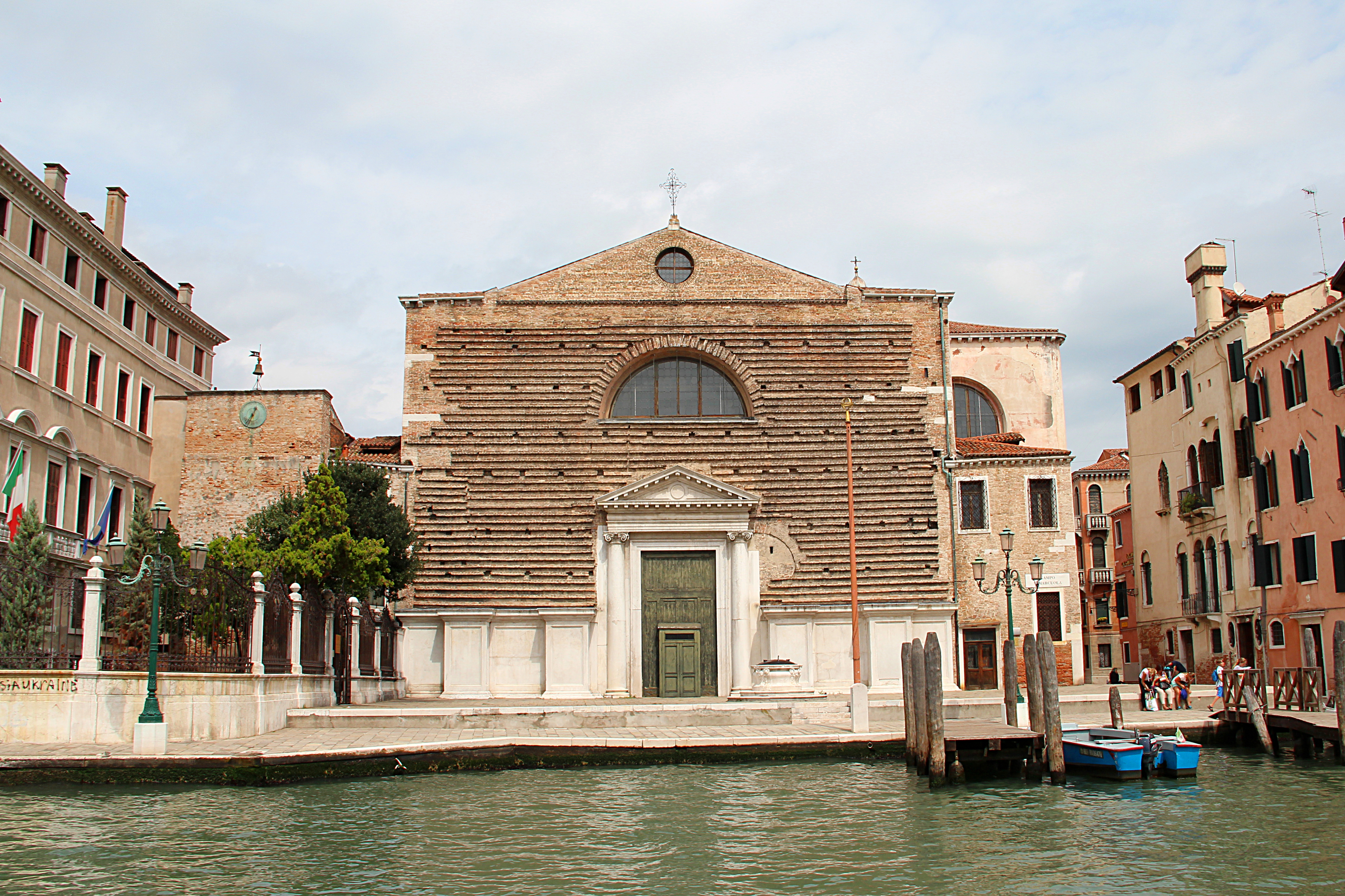
Die Fassade der Kirche San Marcuola vom Canal Grande aus gesehen

San Marcuola ist eine den Heiligen Hermagoras und Fortunatus geweihte Kirche in Venedig im Sestiere Cannaregio. Die Kirche liegt am Canal Grande gegenüber dem Fontego dei Turchi und dem Fontego del Megio.

## Geschichte
Das seltene Patrozinium Ermagora e Fortunato (von den Venezianern bis zur Unkenntlichkeit in Marcuola verballhornt) deutet auf eine viel ältere Vorgängerkirche und auf die Verbindung mit Aquileja hin. Bereits im 12. Jahrhundert wurde an dieser Stelle, dank einer Stiftung der Familie Memmo, ein romanischer Vorgängerbau errichtet.
1663 arbeitete Antonio Gaspari Pläne für eine Neustrukturierung der Kirche aus. Bis zum Tode Gasparis 1730 wurden dessen Pläne nicht realisiert. Dann wurde Giorgio Massari mit dem Bau betraut, der den Umbau des Innenraums schon 1736 fertigstellte. Die Fassade blieb, wohl aus Geldmangel, bis heute unvollendet.

## Beschreibung

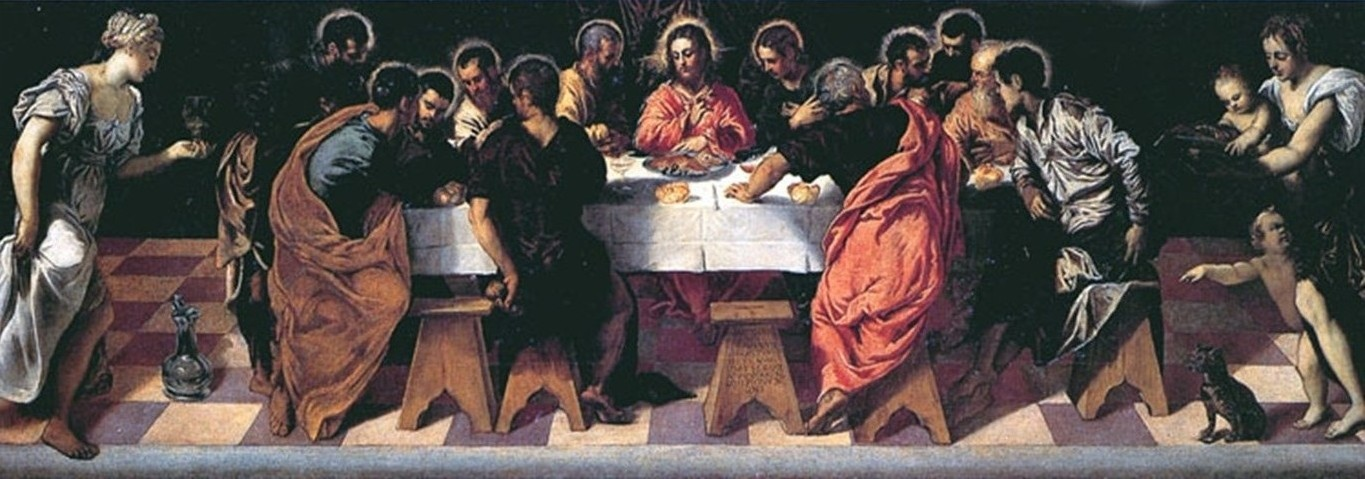
Jacopo Tintoretto: Letztes Abendmahl (San Marcuola, Venedig, 1547)

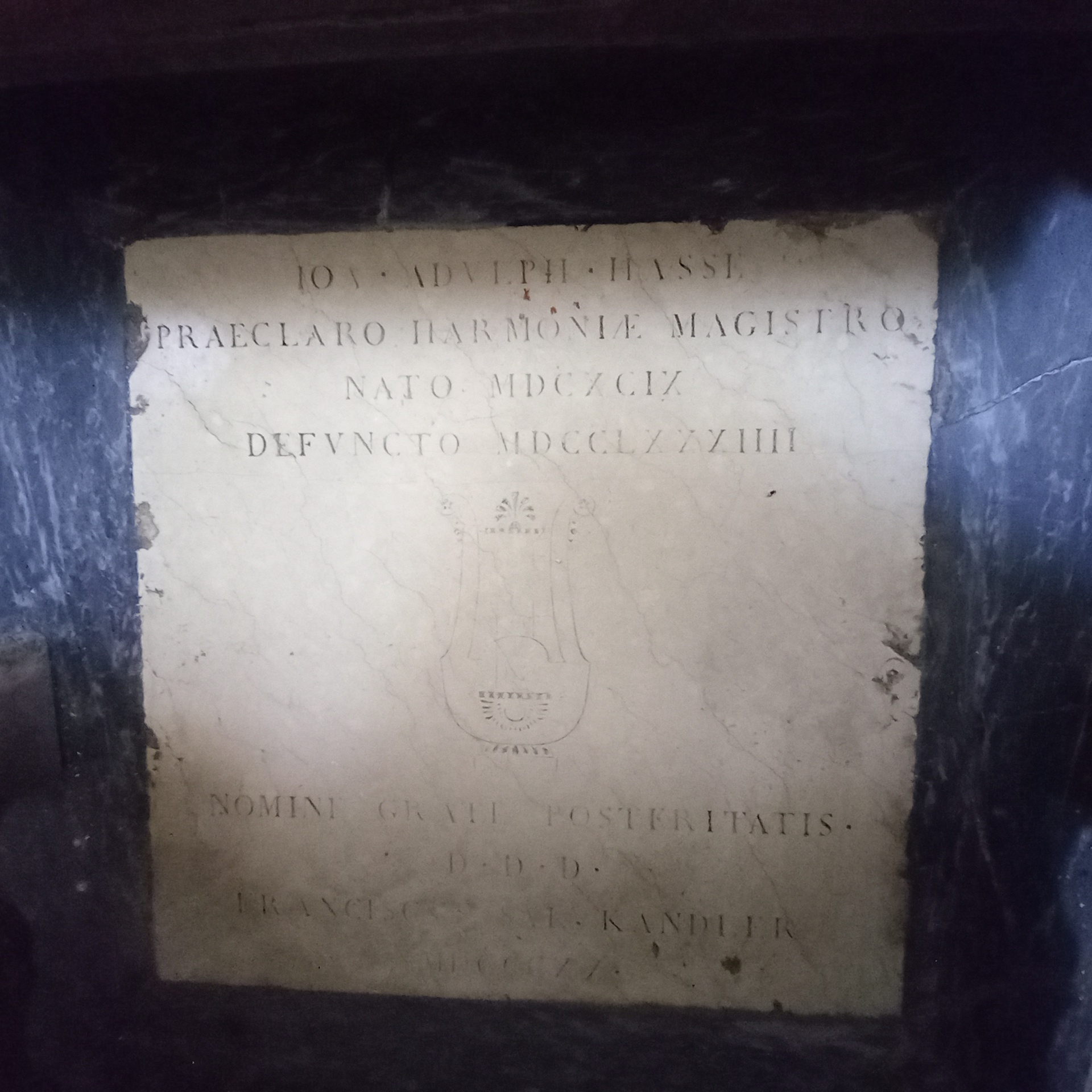
Das Grab von Johann Adolph Hasse in San Marcuola

Ursprünglich stand hier eine dreischiffige romanische Kirche, mit einem Campanile neben der Apsis. Seit dem Neubau durch Massari besteht ein einschiffiger quadratischer Kirchenraum, mit einem Tonnengewölbe. Im rechteckigen Presbyterium, das eine von vier Säulen gestützte ovale Kuppel trägt, befindet sich der Hauptaltar. Die acht Seitenaltäre stehen paarweise in den vier Ecken der Kirche. Diese Altäre sind mit Skulpturen (Johannes der Täufer, Antonius von Padua, Petrus, Kajetan von Thiene, Antonius der Große) geschmückt. Die die wohl auf Giulio Lorenzetti zurückgehende, aber unbelegte Zuschreibung der Figuren an Giovanni Maria Morlaiter ist umstritten. Das wichtigste Kunstwerk in der Kirche ist das Letzte Abendmahl von Jacopo Tintoretto, das bis 1935 als Kopie galt. Der Komponist Johann Adolf Hasse und seine Frau, die Mezzosopranistin Faustina Bordoni, fanden 1783 und 1781 hier ihre letzte Ruhestätte.